# Marchais
Marchais é uma comuna francesa na região administrativa de Altos da França, no departamento de Aisne. Estende-se por uma área de 15,3 km², com (Marchaisiens) 381 habitantes, segundo os censos de 1999, com uma densidade de 24 hab/km².